# Massacre de Beni Ali
 (juillet 2011).
Si vous disposez d'ouvrages ou d'articles de référence ou si vous connaissez des sites web de qualité traitant du thème abordé ici, merci de compléter l'article en donnant les références utiles à sa vérifiabilité et en les liant à la section « Notes et références ».
Le massacre de Beni Ali est un massacre qui a eu lieu pendant la décennie noire, en Algérie. Le 26 août 1997, 64 personnes (selon le New York Times[réf. nécessaire] et CNN[réf. nécessaire]) ou autour de 100 (selon Amnesty International) ont été tuées à Beni Ali (Blida), un hameau de montagne à 40 km au sud d'Alger, près de Chréa. Les 28 et 29 août suivants, le massacre de Raïs, plus grave encore, s'est produit. Selon CNN[réf. nécessaire], « une fille qui a échappé à des blessures par balle a déclaré à un chef de gang qui a ordonné à ses hommes de« prendre les plus belles filles et de tuer tout le reste. »[pas clair]